# Elecciones parlamentarias de Noruega de 1993
Las elecciones parlamentarias se celebraron en Noruega los días 12 y 13 de septiembre de 1993. Fue la elección para el 56. Storting. Fue la primera elección europea donde los dos partidos más grandes presentaron a una candidata a liderazgo.
El tema dominante de la campaña electoral fue la cuestión de Europa. Partido de Centro (Sp) se había comprometido a tomar un curso claro contra la membresía noruega en la UE y al mismo tiempo anunció la alianza política con los conservadores proeuropeos. La posición aislada en el centro del espectro del partido estaba asegurada por un nuevo programa de políticas basado en la descentralización económica y la renovación ecológica. Por lo tanto, el SP alcanzó una gran afluencia de votantes a expensas de Partido Conservador (H) y Partido del Progreso (FrP). El Partido de Centro (Sp) triplicó el número de escaños y se convirtió en la segunda del Storting.
La lista de protesta de Finnmark Framtid para Finnmark (Aune-lista) no se presentó a la reelección. La alternativa de izquierda Rød Valgallianse pudo conquistar un mandato del distrito en Oslo. Venstre trajo después de dos legislaturas fuera del parlamento un diputado al Storting.
Como el Partido Laborista (Ap)pudo recuperar terreno y además de que los partidos de derecha estaban dividido, el gobierno de Brundtland pudo permanecer en el cargo.

## Resultados
| Partido       | Partido                                 | Votos     | Votos  | Votos | Escaños   | Escaños |
| Partido       | Partido                                 | Obtenidos | %      | +/−   | Obtenidos | +/−     |
| ------------- | --------------------------------------- | --------- | ------ | ----- | --------- | ------- |
|               | Partido Laborista (Ap)                  | 908.724   | 36.91  | +2,6  | 67        | +4      |
|               | Partido Conservador (H)                 | 419.373   | 17.03  | −5,2  | 28        | −9      |
|               | Partido de Centro (Sp)                  | 412.187   | 16.74  | +10,2 | 32        | +21     |
|               | Partido de la Izquierda Socialista (SV) | 194.633   | 7.91   | −2,2  | 13        | −4      |
|               | Partido Demócrata Cristiano (KrF)       | 193.885   | 7.88   | −0,6  | 13        | −1      |
|               | Partido del Progreso (FrP)              | 154.497   | 6.28   | −6,7  | 10        | −12     |
|               | Partido Liberal (V)                     | 88.985    | 3.61   | +0,4  | 1         | +1      |
|               | Rød Valgallianse (RV)                   | 26.360    | 1.07   | +1,1  | 1         | +1      |
|               | Pensjonistpartiet (Pp)                  | 25.835    | 1.05   | +0,8  | —         | —       |
|               | Otros partidos e Independientes         | 37.470    | 1.52   |       |           |         |
| Total         | Total                                   | 2.461.949 | 100,0  |       | 165       |         |
| Votos Válidos | Votos Válidos                           | 2.461.949 | 99.76  |       |           |         |
| Votos Nulos   | Votos Nulos                             | 10.602    | 0.33   |       |           |         |
| Participación | Participación                           | 2.472.551 | 75.85  |       |           |         |
| Registrados   | Registrados                             | 3.259.957 | 100.00 |       |           |         |
| Fuente:       |                                         |           |        |       |           |         |